# 大針峰

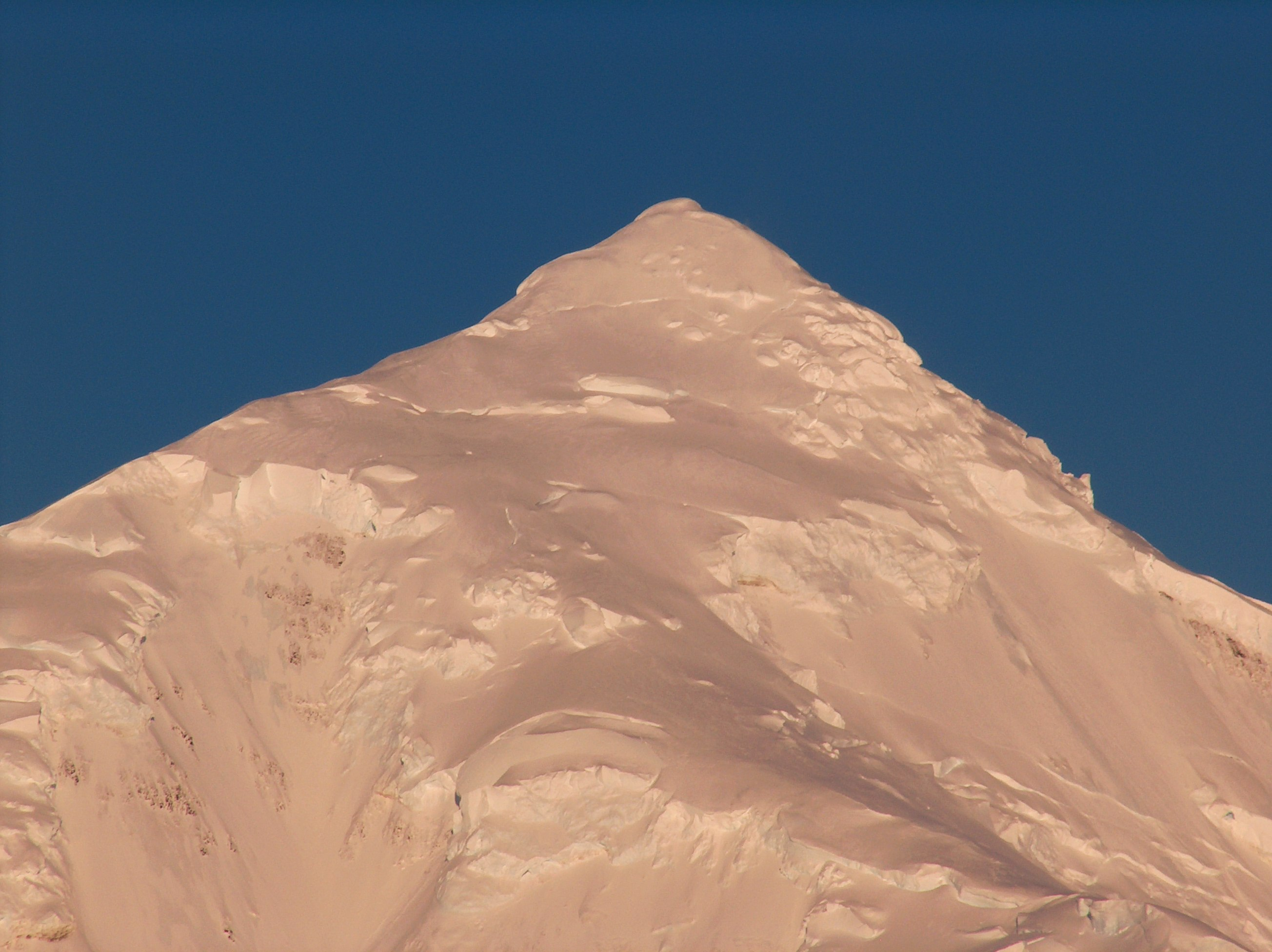

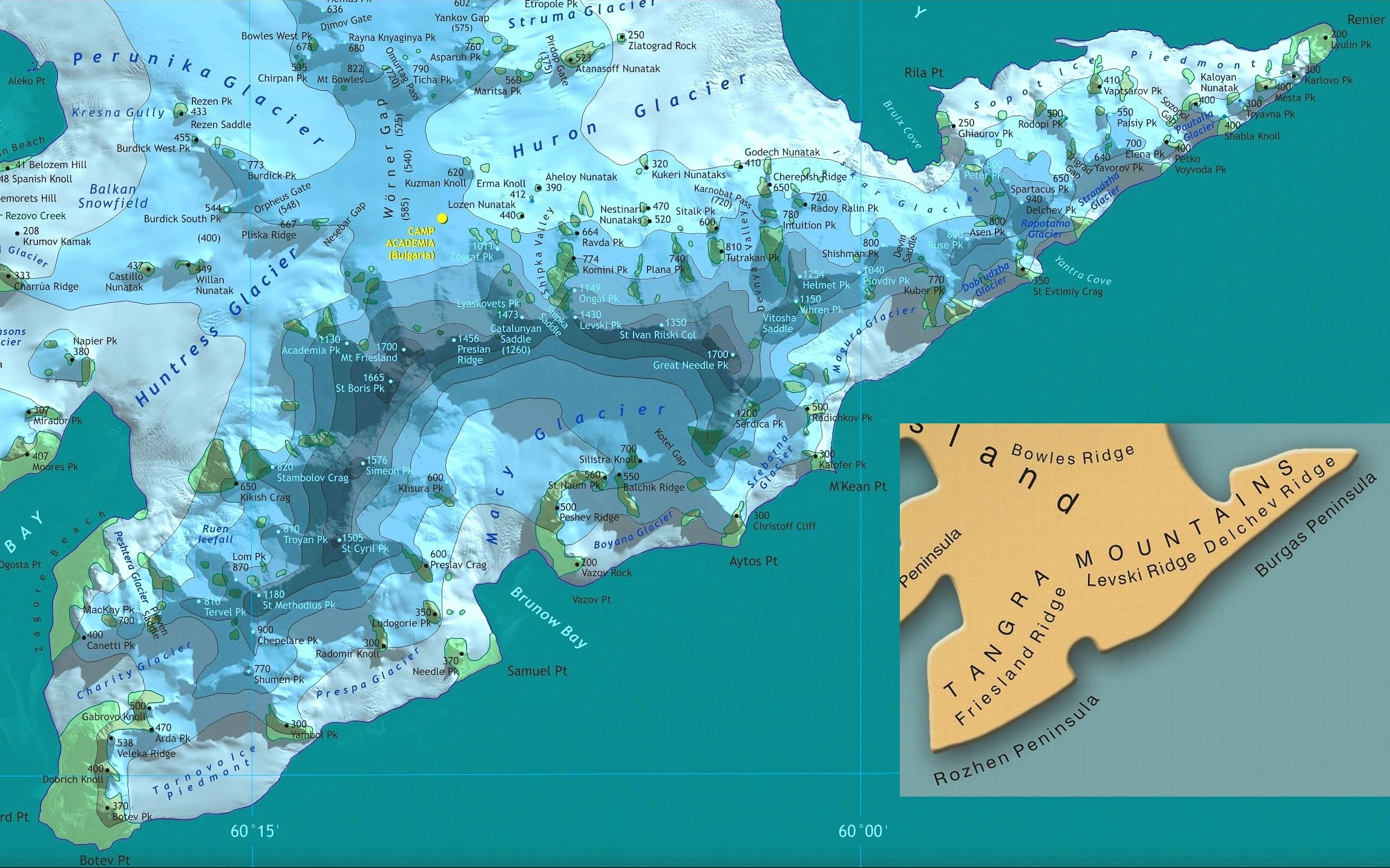

62°40′11″S 60°03′15″W / 62.66972°S 60.05417°W
大針峰是南極洲的山峰，位於南設得蘭群島的利文斯頓島，海拔高度約1,690米，是騰格里山脈的第二高山峰。這是僅次於弗里斯蘭山（1700.2米）島後的第二高峰。大針峰超越休倫冰川及其支流排水代夫尼亞谷以北，馬古拉冰川到東部，斯雷巴爾納冰川的南部和梅西冰川到西南。